# Diario de Igualada
El Diario de Igualada va ser una publicació editada l'any 1808, durant la Guerra del Francès.

## Història
Tots els estudis i inventaris sobre la premsa igualadina donen com a primer periòdic un Diari de Igualada de l'any 1808. La primera referència a aquest periòdic es troba en una cita al Catálech de l'Exposició històrica de la guerra de la Independencia á Catalunya, que es va celebrar a Igualada des del dia 7 fins al 20 de juny de 1908, en commemoració del centenari de la batalla del Bruc. A l'inventari dels objectes exposats, consta amb el número 1.182, grup II, secció 3a, una fulla del «Diari d'Igualada», propietat de Donya Caterina Vich. Aquest periòdic, que durant anys s'ha donat per perdut, és probable que s'imprimís en una impremta ambulant, una impremta de guerra o potser a Cervera, perquè a Igualada encara no hi havia cap impremta estable en aquesta època. L'únic exemplar que s'ha localitzat fins ara, és un Diario de Igualada, reimprès a Cervera el dia 15 de setembre de 1808 i signat per un idiota de buen humor. No es pot afirmar que aquest exemplar reimprès sigui una còpia exacta del que fins ara era la primera referència del periodisme igualadí, ja que el primer Diari d'Igualada se suposava que era en català.

## Descripció
El periòdic té quatre pàgines, està escrit en castellà i comenta de manera satírica les lluites contra els francesos. Anuncia que viene o ha venido Josef Bonaparte, dicho el tio Pepe, á tomar posesion del Reyno de España... entrará con un carro tirado de bueyes al lado de Don Quixote, acompañado de Sancho, el Canónigo, Cura, y Barbero; se le hará una iluminación de aquellos gusanos que relucen de noche y con la música de pitos... Una altra notícia que es pot llegir és la derrota de los franceses que han hecho los somatenes de Igualada y demás pueblecitos vecinos en el 6 y 14 Junio en el Bruch... Parlant d'Igualada, explica que los niños de escuela han compuesto unos cañones de caña que sufren solamente un tiro, demostrando con esto su inclinación contra los franceses en defensa de la Patria... Un band en to d'humor negre diu: Se hace saber al público, que cualquiera que quiera recoger los pellejos ó cueros de los Franceses, que han muerto en esta guerra, para caxas de tambor que resuenen por todo el mundo, para pergaminos, para escribir su historia, para cribas, albardas suelas... se darán de balde. Acaba amb una dècima o poesia burlesca.

## Galeria d'imatges

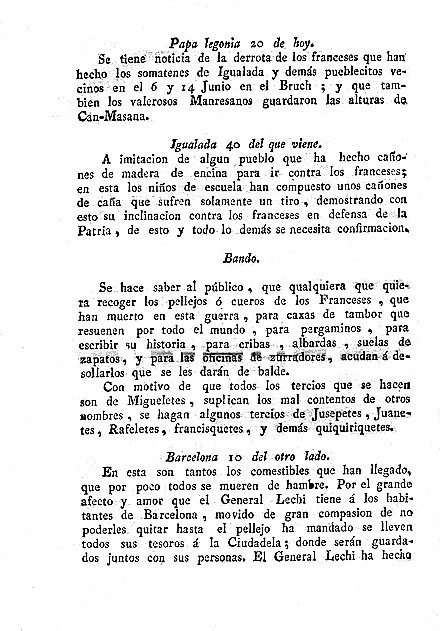
Diario de Igualada, pagina 2
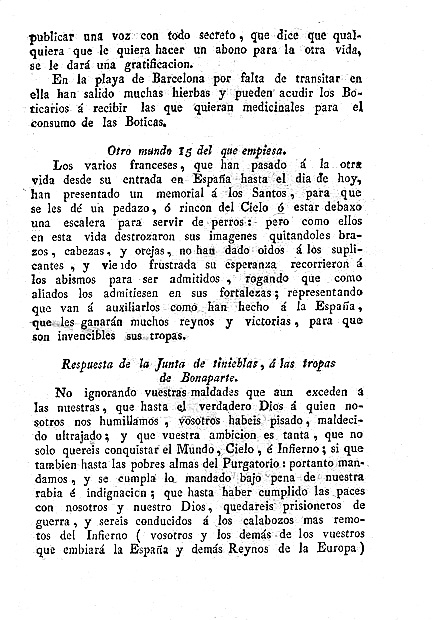
Diario de Igualada, pagina 3
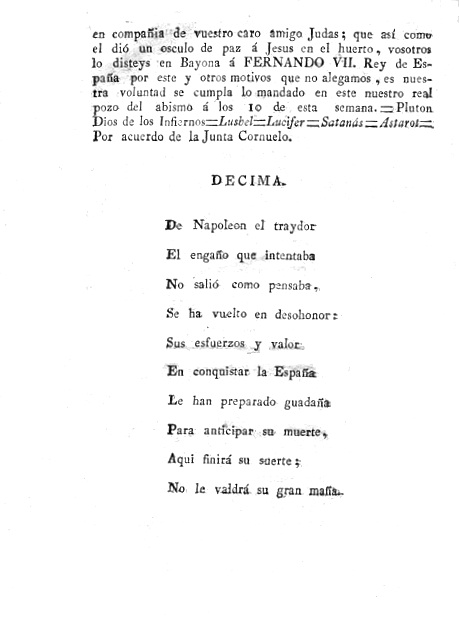
Diario de Igualada, pagina 4

## Localització
A l'Arxiu Comarcal de l'Alt Camp (Valls) es conserva el número complet.
A l'Arxiu Comarcal de la Segarra (Cervera) se'n conserva un fragment de mitja pàgina que conté el títol i la capçalera datada. Està relligat amb els volums del Diario de Cervera, amb un format de 16 x 22 cm.